# Macabro
Macabro és una pel·lícula de terror italiana del 1980 dirigida per Lamberto Bava.

## Tanca
Jane Baker, una dona que viu a Nova Orleans, manté una aventura amb un home, Fred, d'amagat del seu marit i dels seus fills. La seva filla adolescent, Lucy, sospita que la seva mare està enganyant el seu pare. Jane té una cita amb Fred en un apartament que lloga en una pensió propietat de la Sra. Duval, que té un fill adult cec, Robert, qui també viu a l'edifici. Mentre la Jane es troba amb Fred per practicar el sexe, la Lucy ofega el seu germà petit Michael a la banyera i ho posa en escena com un accident. Quan rep la notícia de la mort per telèfon, en Fred s'ofereix a portar-la a casa, però xoca contra una barana en el camí; Fred mor brutalment en l'accident, però Jane sobreviu.
Un any més tard, la Jane se separa del seu marit Leslie i es trasllada definitivament a la pensió dels Duval, que està gestionada només per Robert, ja que la seva mare ha mort l'any passat. En la seva primera nit a la pensió, en Robert s'ofereix a sopar amb Jane, però ella declina educadament. En lloc d'això, fa un santuari per a Fred a l'apartament, i s'encarrega d'un element invisible tancat a la caixa del congelador. Aquella nit, en Robert sent els sons de la Jane gemegant de plaer, com si masturbació. L'endemà al matí, Leslie i Lucy arriben per visitar la Jane, però el seu retrobament és incòmode. Més tard, Jane accepta prendre una copa amb en Robert, a qui deixa entrar al seu apartament mentre està a la banyera sense dubtar-ho, ja que ell és cec. La Jane coqueteja amb Robert de manera tímida i li pregunta si té núvia. Més tard, Robert sent la Jane gemegant i cridant repetidament el nom de Fred.
Sospitós, Robert fa que un amic obtingui articles de diaris sobre l'accident de cotxe que va matar en Fred, i s'assabenta que la Jane ha estat en un hospital psiquiàtric durant l'últim any. Aquella tarda, Lucy arriba a la pensió i convenç en Robert perquè la deixi entrar a l'apartament de la seva mare, on deixa una foto del seu germà mort sobre una taula. Jane s'adona que la Lucy ha estat a l'apartament en tornar, i retreu a Robert per haver-la deixat entrar. La Jane intenta seduir en Robert breument, però s'allunya quan ell respon. Poc després, sent la Jane saludant "Fred" al passadís.
En l'aniversari de la mort de Michael, la Jane passa el dia a la ciutat i visita la seva tomba. Robert intenta investigar l'apartament de la Jane i troba la caixa del congelador tancada a la cuina. També troba coixins col·locats sota el cobrellit de la Jane amb forma de persona. La seva investigació s'interromp quan la Lucy arriba a visitar la seva mare, però en Robert la rebutja. Més tard aquella nit, en Robert entra a l'apartament de la Jane després d'escoltar gemecs forts. Passa per davant del dormitori, on la Jane es masturba amb el cap decapitat d'en Fred. Després que Jane s'acabi de masturbar-se, torna el cap tallat a la caixa del congelador, i Robert el descobreix.
La Lucy escolta una trucada telefònica entre el seu pare i en Robert, que intenta informar-li del que ha descobert, però Leslie ho descarta com a fantasia. La Lucy s'enfronta a Robert i li demana saber la veritat. La Lucy entra a l'apartament i descobreix el cap tallat de Fred, però li diu a Robert que s'ho ha imaginat. Aquell cap de setmana, en Robert s'uneix a la Jane i la Lucy per sopar de mala gana; La Lucy els ha preparat una sopa. Durant l'àpat, la Jane troba un lòbul de l'orella a la seva sopa i s'adona horroritzada que la Lucy ha utilitzat carn del cap tallat de Fred a la recepta. La Lucy segueix la Jane al bany i confessa abans d'admetre haver assassinat en Michael. Jane escanya la Lucy fins a la mort abans de submergir-la a la banyera. Robert, que intenta córrer en defensa de la Lucy, és empès per les escales per la Jane i cau inconscient.
La Jane recupera el cap tallat de Fred del congelador i comença a besar-lo apassionadament. Robert es desperta i intenta trucar a la policia, però descobreix que la Jane ha tallat el cable del telèfon. Robert entra a l'apartament de la Jane, i ella l'ataca violentament, però ell la mata colpejant-li la cara al forn calent. Crida per Lucy i s'arrossega pel llit de la Jane, on de sobte el cap tallat d'en Fred l'ataca, mossegant-li el coll.

## Repartiment
- Bernice Stegers - Jane Baker
- Stanko Molnar- Robert Duval
- Veronica Zinny - Lucy Baker
- Roberto Posse - Fred Kellerman
- Ferdinando Orlandi - Mr. Wells
- Fernando Pannullo - Leslie Baker
- Elisa Kadigia Bove - Mrs. Duval

## Producció
A mitjans de 1979, Lamberto Bava va ser convocat a les oficines de Pupi Avati amb una oferta. Bava havia treballat anteriorment com a ajudant de direcció en diverses produccions incloses les del seu pare Mario Bava, Joe D'Amato, Ruggero Deodato, i acabava d'acabar de treballar amb Dario Argento a Inferno. Bava va entrar a l'oficina esperant que se li demanés que fos l'assistent d'Avati en la seva nova pel·lícula, i va trobar que se li oferia dirigir una pel·lícula basada en un retall d'un diari estatunidenc sobre una dona una que va guardar el cap tallat del seu marit a la nevera. Els Avatis, Bava i Roberto Gandus van passar les setmanes següents treballant en un esborrany, i Bava va marxar breument per fer alguns nous rodatges per Inferno als Estats Units. Mentre estava a l'estranger, Bava va saber que Medusa Distribuzione havia donat llum verde al projecte que va portar a Bava a començar a rodar la pel·lícula al novembre.
El rodatge va durar quatre setmanes. La pel·lícula es va rodar a Gardone Riviera i Crespi d'Adda i a Nova Orleans.

## Llançament
Macabro va ser distribuït en cinemes a Itàlia per Medusa Distribuzione el 17 d'abril de 1980. La pel·lícula va recaptar un total de 560 milions de lires italianes en la seva estrena nacional a Itàlia.
La pel·lícula també es va projectar al XIII Festival Internacional de Cinema Fantàstic i de Terror l'octubre de 1980 a Sitges. Es va estrenar als Estats Units com The Frozen Terror el 28 d'octubre. Octubre de 1983.
Macabro es va publicar dues vegades en DVD als Estats Units. La primera vegada va ser l'any 2001 per Anchor Bay Entertainment. El segon llançament de DVD va venir de Blue Underground el 2007.

## Recepció
Kim Newman (Monthly Film Bulletin) va afirmar que "amb només dues pel·lícules, però, Lamberto Bava ha establert una personalitat diferent dins del gènere", assenyalant que Lamberto Bava "afavoreix les històries com a estret i interiorment dirigit com els seus personatges neuròtics." Newman va assenyalar que Macabro "probablement serà recordada com la pel·lícula del cap tallat a la nevera."